# Degradação de aminoácidos
A degradação dos aminoácidos pode ser definida como a remoção do grupo amino -NH2 e a oxidação da cadeia carbônica remanescente. Esse grupo amino vai ser convertido a ureia e as 20 cadeias carbônicas restantes são convertidas a piruvato, acetil-coa e intermediários do ciclo de Krebs.
O grupo amino da maioria dos aminoácidos é retirado por um processo que consiste na transferência deste para o a-cetoglutarato, formando assim o glutamato; a cadeia carbônica vai ser convertida ao respectivo a-cetoácido. Essas reações são catalisadas por transaminases, também chamadas de aminotransferases, que são encontradas no citossol e mitocôndria. Na grande maioria das vezes é o a-cetoglutarato que é utilizado como o aceptor do grupo amino. O glutamato é portanto, um produto comum às reações de transaminação, constituindo assim um reservatório temporário de grupos amino, provenientes de diferentes aminoácidos.
O glutamato formado vai ser consumido em duas reações, uma transaminação e uma desaminação. A nova transaminação só é possível porque as reações catalisadas pelas transaminases são reversíveis. Pela ação da apsparto aminotransferase o grupo amino do glutamato é transferido para o oxaloacetato, formando assim o aspartato. O glutamato pode ainda ser desaminado (grupo amino liberado como amônia). A desaminação é catalisada pela glutamato desidrogenase.